# 주영섭 (1957년)
주영섭(周英燮, 1957년 12월 9일 ~ , 전북 고창)은 대한민국의 공무원이다.

## 학력
- 1975년 : 고창고등학교 졸업
- 1980년 : 서울대학교 사회교육학 학사
- 1997년 : 코네티컷대학교 대학원 경제학 석사

## 경력
- 1979 : 제23회 행정고시 합격
- 1986.03 : 부천세무서 소득세과장
- 1987.03 : 수원세무서 법인세2과장
- 1998.08 : 재정경제부 소득세제과장
- 재정경제부 법인세제과장
- 재정경제부 소비세제과장
- 재정경제부 조세정책과장
- 2007.07 : 국제심판원 상임심판관
- 재정경제부 근로장려세제 추진기획단 부단장
- 2008.03 ~ 2008.08 : 기획재정부 재산소비세정책관
- 2008.09 ~ 2010.03 : 기획재정부 조세정책관
- 2010.04 ~ 2011.07 : 기획재정부 세제실장
- 2011.07 ~ 2013.03 : 관세청장

## 수상
- 2011년 : 제12회 세계지식포럼 국제지식경영대상

| 전임 윤영선 | 제24대 관세청장 2011년 7월 22일 ~ 2013년 3월 18일 | 후임 백운찬 |